# Club Future Nostalgia
Club Future Nostalgia è il primo album di remix della cantante britannica Dua Lipa e della DJ statunitense The Blessed Madonna, pubblicato il 28 agosto 2020 dalla Warner Records.

## Tracce
1. Future Nostalgia (Joe Goddard Remix) – 2:54
2. Cool (Jayda G Remix) – 2:06
3. Good in Bed (Zach Witness and Gen Hoshino Remixes) – 3:58
4. Pretty Please (Midland Remix) – 1:28
5. Pretty Please (Masters at Work Remix) – 1:54
6. Boys Will Be Boys (Zach Witness Remix) – 3:29
7. Love Again (Horse Meat Disco Remix) – 2:55
8. Break My Heart / Cosmic Girl (Dimitri from Paris Edit) – 3:00
9. Levitating (feat. Madonna & Missy Elliott) (The Blessed Madonna Remix) – 3:55
10. Hallucinate (Mr Fingers Deep Stripped Mix) – 1:53
11. Hallucinate (Paul Woolford Remix Extended) – 1:49
12. Love Is Religion (The Blessed Madonna Remix) – 3:29
13. Don't Start Now (Yaeji Remix) – 2:53
14. Physical (feat. Gwen Stefani) (Mark Ronson Remix) – 2:39
15. Kiss and Make Up (feat. Blackpink) (Remix) – 2:21
16. That Kind of Woman (Jacques Lu Cont Remix) – 3:13
17. Break My Heart (Moodymann Remix) – 6:11

Note
- Good in Bed (Zach Witness and Gen Hoshino Remixes) contiene elementi tratti da Buffalo Stance di Neneh Cherry e da Moments in Love degli Art of Noise.
- Pretty Please (Masters at Work Remix) contiene elementi tratti da Coffee Pot (Percolator Mix) di Cajmere.
- Boys Will Be Boys (Zach Witness Remix) contiene elementi tratti da Think (About It) di Lyn Collins.
- Break My Heart/Cosmic Girl (Dimitri from Paris Edit) contiene elementi tratti da Cosmic Girl (Dimitri from Paris Dubwize Remix) dei Jamiroquai.
- Hallucinate (Mr Fingers Deep Stripped Mix) contiene elementi tratti da Hollaback Girl di Gwen Stefani e da Another Man di Barbara Mason.
- Hallucinate (Paul Woolford Extended Remix) contiene elementi tratti da The Sun Can't Compare di Larry Heard Presents Mr. White.
- Don't Start Now (Yaeji Remix) contiene elementi tratti da Sing Sing dei Gaz e da Bring Down the Walls dei Fingers Inc. e Robert Owens.
- That Kind of Woman (Jacques Lu Cont Remix) contiene elementi tratti da Stand Back di Stevie Nicks.

## Successo commerciale
Club Future Nostalgia ha debuttato alla 28ª posizione della Billboard 200 con 18 000 unità vendute durante la sua prima settimana e direttamente in vetta alla Top/Dance Electronic Albums, dove ha segnato il primo ingresso sia per Dua Lipa sia per The Blessed Madonna. Le vendite dell'album sono state combinate con quelle di Future Nostalgia per quella settimana.

## Classifiche
| Classifica (2020) | Posizione massima |
| ----------------- | ----------------- |
| Canada            | 13                |
| Stati Uniti       | 28                |